# Emanuel Bouzon
Manuel Bouzon, dito Emanuel Bouzon (Manaus, 8 de janeiro de 1933 – Rio de Janeiro, 28 de março de 2006), foi um sacerdote católico, assiriólogo e especialista em Antigo Testamento.

## Biografia
Nascido em Manaus, no Amazonas, era filho de imigrantes da Galiza, e possuía a nacionalidade brasileira e espanhola.
Em 1954, graduou-se em Filosofia pela Pontifícia Universidade Católica do Rio de Janeiro, PUC-RJ. Graduou-se, em 1958, em teologia  pela Pontifícia Universidade Gregoriana (PUG), na Itália.
Especializou-se Assiriologia e História Antiga pela Westfälische Wilhelms Universität Münster, Alemanha. 
No ano de 1960 concluiu o mestrado em História Antiga Oriental, no Pontifício Instituto Bíblico, na Itália, com a dissertação As Corporações Proféticas no Antigo Israel, sob a orientação de Ernst Vogt. Na mesma instituição doutorou-se, em 1969, também sob orientação de Vogt.

## Carreira
Entre os inúmeros trabalhos e traduções destaca-se a tradução do Código de Hamurabi para a língua portuguesa. Ao falecer, Bouzon finalizava a tradução da epopeia Gilgamesh.
Era professor do Departamento de Teologia da PUC-Rio e também dava aulas no Departamento de História da mesma Universidade.